# کتابخانه مرکزی آکادمی ملی علوم جمهوری آذربایجان
کتابخانه مرکزی آکادمی ملی علوم جمهوری آذربایجان (به ترکی آذربایجانی: AMEA Mərkəzi Elmi Kitabxana) در سال ۱۹۲۳ در باکو، پایتخت جمهوری آذربایجان به تأسیس رسیده‌است.

## تاریخ کتابخانه
کتابخانه مرکزی به ابتکار و اهتمام روشنفکران برجستهٔ آذربایجانی، به عنوان دفتر کتابشناسی تحت «سازمان تحقیقات و مطالعات آذربایجان»، در سال ۱۹۲۴ شروع به فعالیت کرد. رئیس وقت دفتر کتابشناسی پروفسور «آلکساندر واصیلیئچ باقریی» ، منتقد ادبی و کتابشناس بود.
در جلسهٔ «سازمان تحقیقات و مطالعات آذربایجان» در سال ۱۹۲۳ تصمیمی در جهت ایجاد کتابخانه یاد شده گرفته شد و از آن زمان کتابخانه مرکزی تحت این سازمان راه اندازی گردید. آنگاه کتابخانه دربرگیرنده ۴۳۰ کتاب و ۱۲۰۰ دست‌نویسی ارزنده ای بود. در جلسه شورای مرکزی «سازمان تحقیقات و مطالعات آذربایجان» در سال ۱۹۲۵، تصمیم‌گیری شد که، دفتر کتابشناسی و کتابخانه برای مهار از تکثیر یکی شده و دفتر کتابخانه –کتابشناسی دایر گردد. «حنفی زینالی» رئیس آن دفتر کتابخانه –کتابشناسی منصوب شد.
اولین اقدامات در راستای تأسیس کتابخانه مرکزی فی‌مابین سال‌های سال‌های ۱۹۲۳ الی ۱۹۲۴ انجام شده بود. با تأسیس آکادمی ملی علوم مستقل در آذربایجان در در سال ۱۹۴۵، فاز جدیدی در تاریخ کتابخانه مرکزی آغاز شد.
کتابخانه مرکزی آکادمی ملی علوم جمهوری آذربایجان در میان سال‌های ۱۹۶۳ تا ۱۹۸۴ «کتابخانه اساسی» نامیده می‌شده‌است که از سال ۱۹۸۴ با تغییر نام تا به حال به نام کنونی اش شناخته می‌شود. این کتابخانه بنابر مفاد بند ۵۴ ماده ۵ منشور آکادمی ملی علوم آذربایجان که در ۴ ژانویه سال ۲۰۰۳ به تأیید حیدر علی‌اف، رئیس‌جمهور وقت و رهبر ملی جمهوری آذربایجان رسیده بود، امتیاز بنیاد علمی کسب کرده‌است. مدتی رئیس کتابخانه «لیلا ایمان‌اوا» بوده . ولی حال رئیس کتابخانه محمدعلی‌اف است.

## روابط بین‌المللی
در سال ۱۹۹۳، کتابخانه مرکزی در فدراسیون بین‌المللی انجمن‌ها و مؤسسات کتابداری به عضویت درآمد. در سال ۲۰۱۲، کتابخانه یاد شده عضو کامل انجمن کتابخانه‌های علمی شورای اروپا انتخاب شد. کتابخانه خدماتی را برای تبادل بین‌المللی کتاب ارائه می‌دهد. کتابخانه از سفیران فعال در جمهوری آذربایجان و مهمانان بین‌المللی برای بازدید از کتاب‌ها به کتابخانه دعوت می‌کند. کتابخانه کارکنان خود را برای شرکت در دوره‌های آموزشی و نمایشگاه‌ها به کشورهای خارجی اعزام می‌کند.